# Municipio de Hardin (condado de Pottawattamie)
El municipio de Hardin (en inglés: Hardin Township) es un municipio ubicado en el condado de Pottawattamie en el estado estadounidense de Iowa. En el año 2010 tenía una población de 1049 habitantes y una densidad poblacional de 11,38 personas por km².

## Geografía
El municipio de Hardin se encuentra ubicado en las coordenadas 41°17′00″N 95°40′1″O / 41.28333, -95.66694. Según la Oficina del Censo de los Estados Unidos, el municipio tiene una superficie total de 92.19 km², de la cual 92,16 km² corresponden a tierra firme y (0,03 %) 0,03 km² es agua.

## Demografía
Según el censo de 2010, había 1049 personas residiendo en el municipio de Hardin. La densidad de población era de 11,38 hab./km². De los 1049 habitantes, el municipio de Hardin estaba compuesto por el 97,81 % blancos, el 0,19 % eran afroamericanos, el 0,29 % eran amerindios, el 0,19 % eran asiáticos, el 0,1 % eran de otras razas y el 1,43 % eran de una mezcla de razas. Del total de la población el 0,67 % eran hispanos o latinos de cualquier raza.